# 熊本市立山本小学校
熊本市立山本小学校（くまもとしりつ やまもとしょうがっこう）は、熊本県熊本市北区植木町内にある公立小学校。

## 沿革
- 1881年（明治14年） - 内村小学校、向原小学校、清水小園小学校、色出小学校設置。内村小学校と向原小学校を合併して山本尋常小学校、清水小園小学校と色出小学校を合併して清水尋常小学校と称す
- 1899年（明治32年） - 山本尋常小学校と清水尋常小学校を合併し、山本尋常小学校と改称
- 1924年（大正13年） - 高等科設置、山本尋常高等小学校となる
- 1941年（昭和16年） - 山本国民学校と改称
- 1947年（昭和22年） - 山本村立山本小学校と改称
- 1955年（昭和30年） - 植木町立山本小学校と改称。
- 2010年（平成22年） - 熊本市立山本小学校と改称。